# رومان شنايدر (طيار بطل)
رومان شنايدر (بالألمانية: Roman Schneider)‏ هو طيار بطل ألماني، ولد في 9 أغسطس 1898 في باساو في ألمانيا، وتوفي في 24 ديسمبر 1967 في ميونخ في ألمانيا.